# Садовый (Переволоцкий район)
Садовый—поселок в Переволоцком районе Оренбургской области, административный центр сельского поселения Садовый сельсовет.

## География
Находится на расстоянии примерно 5 километров по прямой на юг-юго-запад от районного центра поселка Переволоцкий.

## История
Поселок основан до 1917 года, назывался Ванюшин по имени владельца жителя Москвы Зырянова Ивана Ивановича. У хутора был разбит большой сад, в котором ежедневно работало несколько десятков поденных рабочих. Урожаи яблок были богатыми. На месте хутора Ванюшина после революции появилась артель «Красное Казачество». После распада артели с 1924 года начал работать совхоз.

## Население
Население составляло 654 человека в 2002 году (73% русские),  650 по переписи 2010 года.